# Mount Valikhanov
Der Mount Valikhanov (russisch Гора Вагиханова Gora Walichanowa, norwegisch Valichanovtoppen) ist ein 2800 m hoher Berg im ostantarktischen Königin-Maud-Land. Er ragt 1,5 km nordwestlich des Mount Mirotvortsev in der Südlichen Petermannkette des Wohlthatmassivs auf.
Entdeckt und erstmals kartiert wurde der Berg bei der Deutschen Antarktischen Expedition 1938/39 unter der Leitung des Polarforschers Alfred Ritscher. Norwegische Kartografen nahmen anhand von Luftaufnahmen und Vermessungen der Dritten Norwegischen Antarktisexpedition (1956–1960) eine neuerliche Kartierung vor. Teilnehmer einer sowjetischen Antarktisexpedition (1960–1961) benannten ihn nach dem Geografen Schokan Walichanow (1935–1965). Das Advisory Committee on Antarctic Names übertrug diese Benennung 1970 ins Englische.